# Grantia waguensis
Grantia waguensis är en svampdjursart som först beskrevs av Hozawa 1940.  Grantia waguensis ingår i släktet Grantia och familjen Grantiidae. Inga underarter finns listade i Catalogue of Life.